# Sarothrogastra leonardi
Sarothrogastra leonardi là một loài bọ cánh cứng trong họ Cerambycidae.